# The Curve

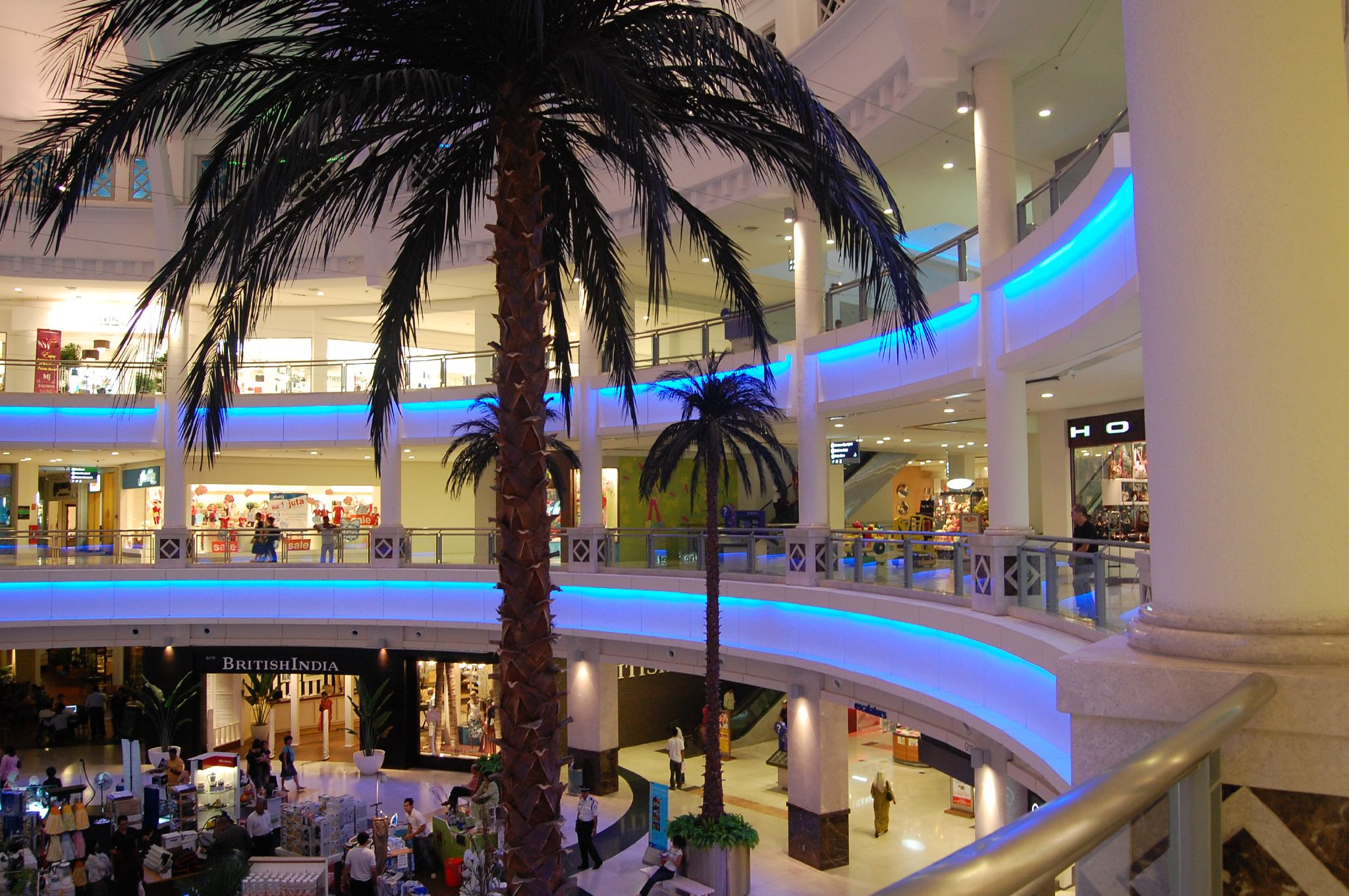
The Curve商場的內部環境

The Curve是馬來西亞大型的購物商場之一。位于雪蘭莪州八打靈再也北部的珍珠白沙羅，與IPC购物中心、eCurve（已关闭）和莲花超市等零售中心組成珍珠白沙羅商圈。

## 簡介
擁有三層樓，店鋪數量達250間，總面積達680,000平方呎及擁有2400個停車位的The Curve於2005年12月開幕，是馬來西亞第一家擁有仿照美國小鎮大街露天設計的商場，改變了馬來西亞人認為購物應該是在封閉的商場進行的思想，也是該商圈最大的商場。除了商場，The Curve還附有一家4星級的商務飯店。通往商場的高速公路有白蒲大道（LDP）、新巴生河流域大道（NKVE）、苏丽雅道和西部疏散大道（SPRINT）本查拉连贯公路，加上宜家位于其隔壁，因此每當周末和假日時，商場的人流量很高。

## 商場結構

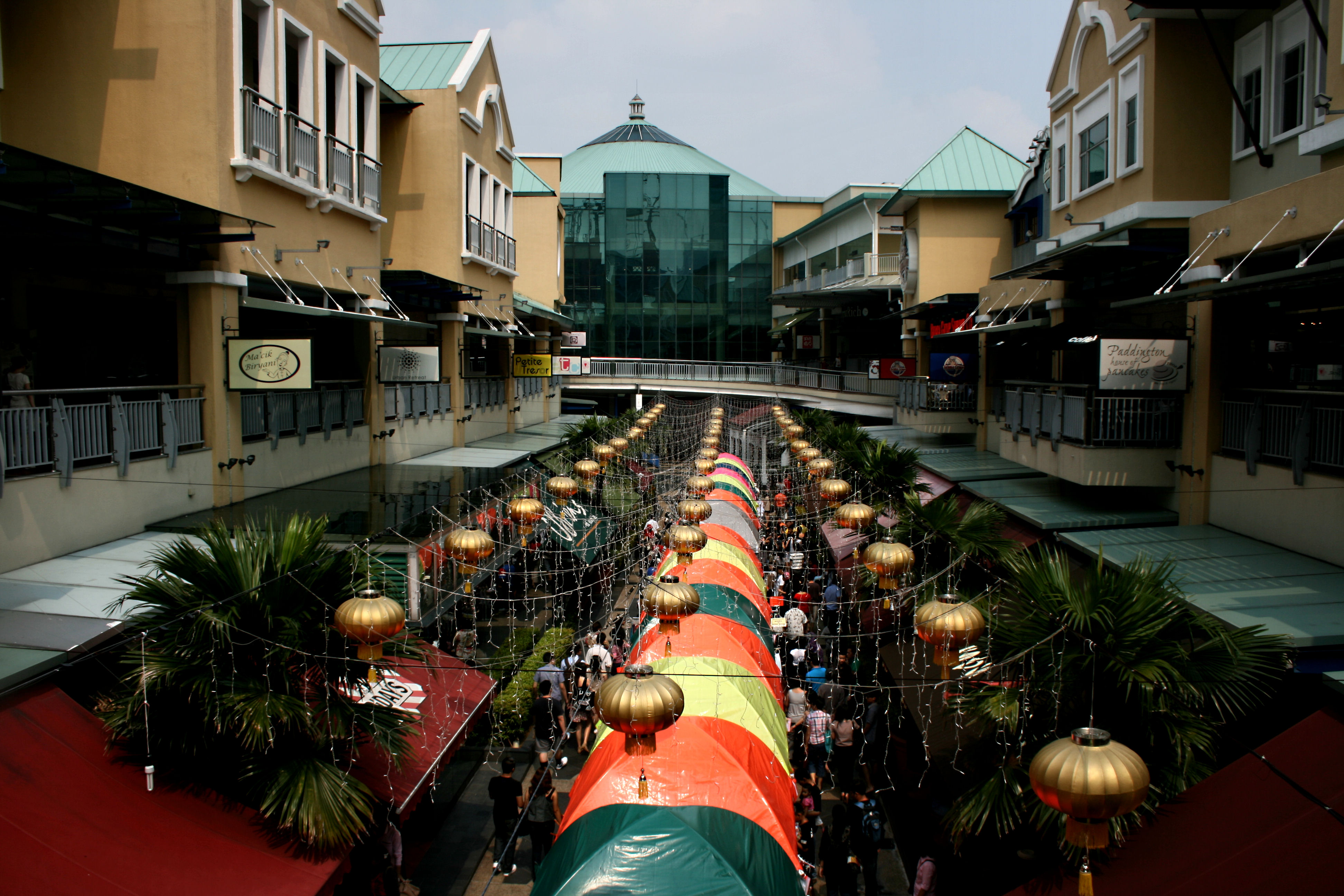
The Curve商場的外部環境

整個商場分為兩大部分，分別是在戶外的The Street和在室內的The Walk。The Street是由62間餐館、酒吧、快餐店和一些服飾店所組成的。主要的大街的設計是模仿美國小鎮的大街，在其兩側分別還有亞洲式和歐美式的庭院。由于有許多的餐館和酒吧，所以每當夜晚和周末時，許多年輕人都會聚集于此。每當周日時，在這裡還會有跳蚤市場。
在室內的The Walk是由198間商鋪所組成的，主要的租戶是本土百貨美羅百貨（Metrojaya）旗下的精品式百貨MJ和英資的Debenhams。

## 進駐品牌
- 百貨公司
  - MJ
  - Debenhams

- 服飾店
  - Calvin Klein Jeans
  - Esprit
  - Giordano
  - G2000
  - I.P Zone
  - Nike
  - Baleno
  - MNG
  - Padini Concept Store
  - tough

- 書店
  - MPH Bookstores

- 餐館
  - T.G.I Fridays
  - 南翔小籠包
  - Sakae Sushi
  - Apartment
  - La Manila
  - 星巴克
  - O'briens

- 其他
  - 英國文化協會（British Council）

## 外部連結
- 官网 （页面存档备份，存于）